# Frank Friday Fletcher

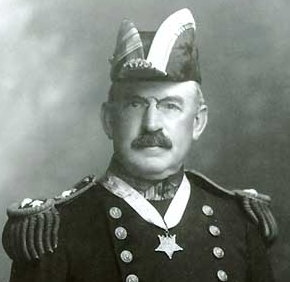
Porträt von Frank F. Fletcher, ca. 1919

Frank Friday Fletcher (* 23. November 1855 in Oskaloosa, Iowa; † 28. November 1928 in New York City) war ein amerikanischer Admiral und der Onkel von Admiral Frank Jack Fletcher.

## Leben
Fletcher schloss seine Ausbildung an der United States Naval Academy 1875 ab. Die nächsten Jahre verbrachte er als Offizier auf verschiedenen Schiffen der US Navy, 1887 wurde er dem Bureau of Ordnance zugeteilt, wo er an der Weiterentwicklung verschiedener Waffen beteiligt war und Taktiken für den Einsatz von Torpedobooten entwarf. 1896 war er auf der Maine eingesetzt, war aber während der schweren Explosion im Hafen von Havanna nicht an Bord. 1911 wurde er zum Konteradmiral befördert und wurde Divisionskommandeur in der US-Atlantikflotte. 1913 wurde er zum Oberbefehlshaber der US-Flotte im Golf von Mexiko.
Als im April 1914 die mexikanischen Behörden die Besatzung eines amerikanischen Torpedoboots in Veracruz festsetzten und eine Auslieferung und eine offizielle Entschuldigung ablehnten, erhielt Fletcher von US-Präsident Woodrow Wilson den Befehl, die Stadt zu besetzen und die Soldaten zu befreien. Am 22. April war die Stadt dann endgültig besetzt und die Seeleute konnten befreit werden. Für seinen Einsatz erhielt Fletcher später die Medal of Honor. Im September 1914 wurde er zum Kommandeur der Atlantikflotte ernannt und 1915 zum Admiral befördert. 1916 ließ er sich an Land versetzen und wurde Mitglied mehrerer Rüstungs- und Marinestäbe.
Im November 1919 ging Fletcher in den Ruhestand. Am 28. November 1928 starb er in New York. Er liegt auf dem Nationalfriedhof Arlington zusammen mit seiner Frau begraben. Der Zerstörer Fletcher, Typschiff der Fletcher-Klasse, wurde nach ihm benannt.